# 이독 압 머니오
이독 압 머니오(웨일스어: Iddog ap Mynio)는 웨일스 신화군에 속하는 이야기 「로나부이의 꿈」의 등장인물이다. 캄란 전투 때 전령이었는데, 아르서르와 메드라우드의 진영을 오가며 양쪽의 말을 왜곡해서 전해 싸움이 계속되게 만들었다. 그래서 "프러데인의 선동가 이독"이라는 뜻의 이독 코르드 프러다인(웨일스어: Iddog Cordd Prydain)이라는 별명을 얻었다.